# V934 Геркулеса
V934 Геркулеса (лат. V934 Herculis), HD 154791 — тройная звезда в созвездии Геркулеса на расстоянии приблизительно 1775 световых лет (около 544 парсек) от Солнца. Видимая звёздная величина звезды — от +7,78m до +7,62m. Возраст звезды определён как около 2 млрд лет*.

## Характеристики
Первый компонент — красный гигант, пульсирующая полуправильная переменная звезда типа SRB (SRB:) спектрального класса M1, или M2III, или M2, или M3III*, или Ma. Масса — около 1,512 солнечной, радиус — около 106,042 солнечного, светимость — около 934,994 солнечной. Эффективная температура — около 3655 K.
Второй компонент — аккрецирующая нейтронная звезда. Масса — около 1,35 солнечной*. Орбитальный период — около 12 лет.
Третий компонент — оранжевый карлик спектрального класса K. Масса — около 586,49 юпитерианской (0,5599 солнечной). Удалён в среднем на 1,717 а.е..